# 趙焞
趙焞（1526年—？），字子明，號缉斋，山東濟南府德州平原縣人，軍籍，明朝政治人物。

## 生平
山東鄉試第六十三名舉人。嘉靖四十四年（1565年）中式乙丑科三甲第六十九名進士。吏部观政，本年六月授长垣知县，隆慶二年（1568年）选河南道御史，巡按广东，六年五月升江西参议，万历二年（1574年）调陕西，三年升副使，五年升陕西苑马寺卿，八年升山西参政，升陕西按察使，仍管苑马寺卿事，本月以馳驿降本寺少卿兼佥事，管卿事。九年丁忧。十二年復除陕西行太仆寺少卿，十三年五月升苑马寺卿，十四年正月参政，十五年十一月丁忧，十八年十月补福建参政，二十年加按察使致仕。

## 家族
曾祖趙玘；祖父趙簡；父趙惠，封知县；母胡氏，封孺人。弟趙煇（散官）、赵烨、趙熠，俱庠生；趙燃（歲贡士）。